# Vitas Gerulaitis
Pour les articles homonymes, voir Gerulaitis.
Vytautas Gerulaitis, dit Vitas Gerulaitis, est un joueur de tennis américain, né le 26 juillet 1954 à New York dans le quartier de Brooklyn et mort le 18 septembre 1994 à Southampton à Long Island.
Il fut l'un des meilleurs joueurs mondiaux dans les années 1970, avec pour principaux rivaux John McEnroe, Björn Borg et Jimmy Connors.
Il a laissé l'image d'un joueur flamboyant, qui ne dédaignait pas de sortir avant et après les matchs et ne s'en cachait pas. Bien qu’ils fussent adversaires, Vitas Gerulaitis était très apprécié et aimé, en plus du public, de ses principaux rivaux de l’époque, ce qui le rend charismatique et inoubliable, même encore de nos jours.

## Biographie
Vytautas Kevin Gerulaitis naît de parents lituaniens le 26 juillet 1954 à New York dans le quartier de Brooklyn.
Vitas Gerulaitis a commencé sa carrière internationale à l'US Open 1971, qui se déroulait alors sur le gazon de Forest Hills et où il perdit au premier tour face au Japonais Toshiro Sakai.
Parmi ses principaux titres (31 en simple et 8 en double), citons la Finale WCT de 1978 remportée face à Eddie Dibbs à Dallas, les Internationaux d'Italie en 1977 et 1979 à Rome et sa victoire lors de la deuxième édition 1977 de l'Open d'Australie à Melbourne en décembre.
Ses plus grands exploits sont d'avoir atteint les finales des Internationaux de France de tennis à Paris en 1980, de l'US Open en 1979 ainsi que celles du Masters de New York, l'une en 1980 (édition 1979) face à Björn Borg 6-2, 6-2, l'autre en 1982 (édition 1981) face à Ivan Lendl 7-65, 6-2, 6-76, 2-6, 4-6 avec une balle de titre manquée (à l'époque le Masters était le 4e plus important événement de l'année alors que l'Open d'Australie était un tournoi secondaire boudé par la plupart des meilleurs).
Il atteint deux fois le stade des demi-finales au Tournoi de Wimbledon, en 1977 où il disputa un match extraordinaire contre Björn Borg, qui passa tout près de la défaite comme le score en atteste (6-4, 3-6, 6-3, 3-6, 8-6 en faveur de Borg) et en 1978 contre Jimmy Connors où il fut battu plus sèchement (9-7, 6-2, 6-1). Outre la finale de 1979, il a également atteint deux fois les demi-finales de l'US Open, en 1978 contre Borg sur une défaite sans appel (6-3, 6-2, 7-6) et en 1981 où il accrocha sérieusement le double tenant du titre John McEnroe et futur vainqueur du tournoi en 5 sets (5-7, 6-3, 6-2, 4-6, 6-3).
Avec les États-Unis, Vitas Gerulaitis a remporté la finale de la Coupe Davis 1979 en remportant notamment ses deux matchs de simple face aux Italiens Corrado Barazzutti et Adriano Panatta.
Il occupa la troisième place du classement mondial ATP le 27 février 1978. Il disputa également 28 finales en simple (recensées par l'ATP). Il remporta la finale du double du Wimbledon en 1975 au côté de son compatriote Sandy Mayer.
Vitas Gerulaitis mit un terme à sa carrière professionnelle après deux défaites successives en mars 1986 aux premiers tours des tournois de Milan et de Bruxelles, respectivement face à l'Américain Bob Green et au Slovaque Marián Vajda.
Vitas Gerulaitis a gagné 2,7 millions de dollars sur le circuit professionnel. Réputé pour être un grand fêtard, il avait reconnu avoir consommé de la cocaïne dans les années 1970, substance interdite en compétition.

## Citation
À l'issue de sa victoire sur Jimmy Connors en demi-finale des Masters de tennis masculin de 1979, après seize défaites consécutives, l'Américain déclara : 

« Et que ce soit une leçon pour vous tous. Personne ne bat Vitas Gerulaitis dix-sept fois de suite. »

## Mort
Gerulaitis est mort dans son sommeil d'intoxication au monoxyde de carbone, le 18 septembre 1994 à Southampton (Long Island), alors qu'il passait la nuit dans la maison d'un ami dont le chauffe-piscine était défectueux.

## Parcours dans les tournois duGrand Chelem

### En simple
| Année | Open d'Australie | Open d'Australie | Internationaux de France | Internationaux de France | Wimbledon       | Wimbledon    | US Open         | US Open       | Open d'Australie | Open d'Australie |
| ----- | ---------------- | ---------------- | ------------------------ | ------------------------ | --------------- | ------------ | --------------- | ------------- | ---------------- | ---------------- |
| 1971  | —                | —                | —                        | —                        | —               | —            | 1er tour (1/64) | T. Sakai      | n.o.             | n.o.             |
| 1972  | —                | —                | —                        | —                        | —               | —            | 2e tour (1/32)  | C. Pasarell   | n.o.             | n.o.             |
| 1973  | —                | —                | —                        | —                        | —               | —            | 1er tour (1/64) | J. Alexander  | n.o.             | n.o.             |
| 1974  | —                | —                | —                        | —                        | 1er tour (1/64) | K. Meiler    | 2e tour (1/32)  | A. Ashe       | n.o.             | n.o.             |
| 1975  | —                | —                | —                        | —                        | 1er tour (1/64) | R. Ruffels   | 2e tour (1/32)  | F. Jauffret   | n.o.             | n.o.             |
| 1976  | —                | —                | —                        | —                        | 1/4 de finale   | R. Ramírez   | 1/8 de finale   | J. Connors    | n.o.             | n.o.             |
| 1977  | —                | —                | —                        | —                        | 1/2 finale      | B. Borg      | 1/8 de finale   | H. Solomon    | Victoire         | J. Lloyd         |
| 1978  | n.o.             | n.o.             | —                        | —                        | 1/2 finale      | J. Connors   | 1/2 finale      | B. Borg       | —                | —                |
| 1979  | n.o.             | n.o.             | 1/2 finale               | B. Borg                  | 1er tour (1/64) | P. Dupré     | Finale          | J. McEnroe    | —                | —                |
| 1980  | n.o.             | n.o.             | Finale                   | B. Borg                  | 1/8 de finale   | W. Fibak     | 2e tour (1/32)  | H. Pfister    | 1er tour (1/32)  | B. Drewett       |
| 1981  | n.o.             | n.o.             | 1er tour (1/64)          | R. Ycaza                 | 1/8 de finale   | B. Borg      | 1/2 finale      | J. McEnroe    | —                | —                |
| 1982  | n.o.             | n.o.             | 1/4 de finale            | M. Wilander              | 1/4 de finale   | M. Edmondson | 1er tour (1/64) | F. Buehning   | —                | —                |
| 1983  | n.o.             | n.o.             | 1er tour (1/64)          | Simonsson                | 2e tour (1/32)  | M. Edmondson | 3e tour (1/16)  | A. Krickstein | 2e tour (1/32)   | Z. Kuharszky     |
| 1984  | n.o.             | n.o.             | 2e tour (1/32)           | M. Jaite                 | 1/8 de finale   | J. Sadri     | 1/8 de finale   | A. Gómez      | 2e tour (1/32)   | F. González      |
| 1985  | n.o.             | n.o.             | 1er tour (1/64)          | Bo. Becker               | 3e tour (1/16)  | H. Günthardt | 3e tour (1/16)  | Y. Noah       | —                | —                |

N.B. : à droite du résultat se trouve le nom de l'ultime adversaire.

#### Victoire (1)
| A.   | Date           | Nom et lieu du tournoi       | Surf. | Finaliste  | Score                   |
| 1977 | 19-31 décembre | Open d'Australie (Melbourne) | Gazon | John Lloyd | 6-3, 7-6, 5-7, 3-6, 6-2 |

#### Finales (2)
| A.   | Date                | Nom et lieu du tournoi     | Surf.        | Vainqueur    | Score         |
| ---- | ------------------- | -------------------------- | ------------ | ------------ | ------------- |
| 1979 | 28 août-9 septembre | US Open (Flushing Meadows) | Dur          | John McEnroe | 7-5, 6-3, 6-3 |
| 1980 | 23 mai-8 juin       | Roland-Garros French Open  | Terre battue | Björn Borg   | 6-4, 6-1, 6-2 |

### En double
| Année | Open d'Australie | Open d'Australie | Internationaux de France                                                         | Internationaux de France                                                          | Wimbledon                                                                            | Wimbledon                                                                      | US Open                                                                       | US Open | Open d'Australie                                                               | Open d'Australie |
| ----- | ---------------- | ---------------- | -------------------------------------------------------------------------------- | --------------------------------------------------------------------------------- | ------------------------------------------------------------------------------------ | ------------------------------------------------------------------------------ | ----------------------------------------------------------------------------- | ------- | ------------------------------------------------------------------------------ | ---------------- |
| 1971  | —                | —                | —                                                                                | —                                                                                 | —                                                                                    | —                                                                              | 2e tour (1/16) G. Scott \|\| style="text-align:left;" \| M. Holeček O. Parun  | n.o.    | n.o.                                                                           |                  |
| 1972  | —                | —                | —                                                                                | —                                                                                 | 1er tour (1/32) G. Scott \|\| style="text-align:left;" \| Kalogeropoulos A. Pattison | 1/8 de finale G. Scott \|\| style="text-align:left;" \| C. Drysdale R. Taylor  | n.o.                                                                          | n.o.    |                                                                                |                  |
| 1973  | —                | —                | —                                                                                | —                                                                                 | —                                                                                    | —                                                                              | 1er tour (1/32) G. Scott \|\| style="text-align:left;" \| S. Smith Van Dillen | n.o.    | n.o.                                                                           |                  |
| 1974  | —                | —                | —                                                                                | —                                                                                 | 1/8 de finale S. Mayer \|\| style="text-align:left;" \| Newcombe T. Roche            | 2e tour (1/16) P. Fleming \|\| style="text-align:left;" \| M. Estep C. Owens   | n.o.                                                                          | n.o.    |                                                                                |                  |
| 1975  | —                | —                | —                                                                                | —                                                                                 | Victoire S. Mayer                                                                    | Dowdeswell A. Stone                                                            | 1er tour (1/32) S. Mayer \|\| style="text-align:left;" \| S. Ball K. Warwick  | n.o.    | n.o.                                                                           |                  |
| 1976  | —                | —                | —                                                                                | —                                                                                 | 1/4 de finale S. Mayer \|\| style="text-align:left;" \| R. Case G. Masters           | 2e tour (1/16) I. Năstase \|\| style="text-align:left;" \| P. Kronk C. Letcher | n.o.                                                                          | n.o.    |                                                                                |                  |
| 1977  | —                | —                | —                                                                                | —                                                                                 | 1er tour (1/32) S. Mayer \|\| style="text-align:left;" \| D. Crealy J. Kodeš         | —                                                                              | —                                                                             | —       | —                                                                              |                  |
| 1978  | n.o.             | n.o.             | —                                                                                | —                                                                                 | 1/4 de finale S. Mayer \|\| style="text-align:left;" \| B. Hewitt F. McMillan        | —                                                                              | —                                                                             | —       | —                                                                              |                  |
| 1979  | n.o.             | n.o.             | —                                                                                | —                                                                                 | —                                                                                    | —                                                                              | —                                                                             | —       | —                                                                              | —                |
| 1980  | n.o.             | n.o.             | 1/4 de finale F. Stolle \|\| style="text-align:left;" \| V. Amaya H. Pfister     | 1/8 de finale F. Stolle \|\| style="text-align:left;" \| V. Amaya H. Pfister      | —                                                                                    | —                                                                              | —                                                                             | —       |                                                                                |                  |
| 1981  | n.o.             | n.o.             | —                                                                                | —                                                                                 | —                                                                                    | —                                                                              | —                                                                             | —       | —                                                                              | —                |
| 1982  | n.o.             | n.o.             | —                                                                                | —                                                                                 | —                                                                                    | —                                                                              | —                                                                             | —       | —                                                                              | —                |
| 1983  | n.o.             | n.o.             | —                                                                                | —                                                                                 | —                                                                                    | —                                                                              | —                                                                             | —       | 1er tour (1/32) B. Teacher \|\| style="text-align:left;" \| J. Bates B. Derlin |                  |
| 1984  | n.o.             | n.o.             | 1er tour (1/32) M. Purcell \|\| style="text-align:left;" \| D. Graham L. Warder  | —                                                                                 | —                                                                                    | —                                                                              | —                                                                             | —       | —                                                                              |                  |
| 1985  | n.o.             | n.o.             | 1er tour (1/32) C. Lewis \|\| style="text-align:left;" \| Gunnarsson Mortensen   | 1er tour (1/32) D. Visser \|\| style="text-align:left;" \| B. Levine E. Van't Hof | —                                                                                    | —                                                                              | —                                                                             | —       |                                                                                |                  |
| 1986  | n.o.             | n.o.             | —                                                                                | —                                                                                 | —                                                                                    | —                                                                              | —                                                                             | —       | n.o.                                                                           | n.o.             |
| 1987  | —                | —                | —                                                                                | —                                                                                 | —                                                                                    | —                                                                              | —                                                                             | —       | n.o.                                                                           | n.o.             |
| 1988  | —                | —                | —                                                                                | —                                                                                 | —                                                                                    | —                                                                              | —                                                                             | —       | n.o.                                                                           | n.o.             |
| 1989  | —                | —                | 1er tour (1/32) J. Connors \|\| style="text-align:left;" \| Fitzgerald A. Järryd | —                                                                                 | —                                                                                    | —                                                                              | —                                                                             | n.o.    | n.o.                                                                           |                  |

N.B. : le nom du ou de la partenaire se trouve sous le résultat ; les noms des ultimes adversaires se trouvent à droite.

#### Victoire (1)
| A.   | Date | Nom et lieu du tournoi        | Surf. | Partenaires | Finalistes                   | Score         |
| 1975 |      | The Championships (Wimbledon) | Gazon | Sandy Mayer | Allan Stone Colin Dowdeswell | 7-5, 8-6, 6-4 |

## Détail de ses performances en Grand Chelem et au Masters
| Tournoi          | 1971 | 1972 | 1973 | 1974 | 1975 | 1976 | 1977 | 1978 | 1979 | 1980 | 1981 | 1982 | 1983 | 1984 | 1985 | Carrière | V-D   |
| ---------------- | ---- | ---- | ---- | ---- | ---- | ---- | ---- | ---- | ---- | ---- | ---- | ---- | ---- | ---- | ---- | -------- | ----- |
| Open d'Australie | -    | -    | -    | -    | -    | -    | V    | -    | -    | 1T   | -    | -    | 2T   | 2T   | -    | 1        | 6-3   |
| Roland-Garros    | -    | -    | -    | -    | -    | -    | -    | -    | DF   | F    | 1T   | QF   | 1T   | 2T   | 1T   | 0        | 16-7  |
| Wimbledon        | -    | -    | -    | 1T   | 1T   | QF   | DF   | DF   | 1T   | 4T   | 4T   | QF   | 2T   | 4T   | 3T   | 0        | 30-12 |
| US Open          | 1T   | 2T   | 1T   | 2T   | 2T   | 4T   | 4T   | DF   | F    | 2T   | DF   | 1T   | 3T   | 4T   | 3T   | 0        | 33-15 |
| Masters          | -    | -    | -    | -    | -    | -    | -    | -    | F    | -    | F    | 1T   | -    | 1T   | -    | 0        | 6-6   |

## Classement ATP en fin de saison
| Saison | 1973 | 1974 | 1975 | 1976 | 1977 | 1978 | 1979 | 1980 | 1981 | 1982 | 1983 | 1984 | 1985 |
| ------ | ---- | ---- | ---- | ---- | ---- | ---- | ---- | ---- | ---- | ---- | ---- | ---- | ---- |
| Rang   | 131  | 45   | 15   | 18   | 4    | 5    | 4    | 9    | 9    | 5    | 20   | 17   | 81   |

## Cinéma
Vitas Gerulaitis est incarné par Robert Emms dans le film Borg vs. McEnroe de Janus Metz Pedersen sorti en 2017.